# Budimir Janošević
Budimir Janošević (kyrillisch Будимир Јаношевић; * 21. Oktober 1989 in Belgrad) ist ein serbischer Fußballtorhüter.

## Karriere

### Verein
Janošević begann seine Profikarriere 2007 bei FK Čukarički und befand sich hier drei Jahre lang als Ersatzkeeper im Teamkader. Anschließend spielte er für diverse serbische Klubs, zuletzt den FK Spartak Subotica. Zur Rückrunde der Spielzeit 2014/15 wechselte er auf Leihbasis in die türkische TFF 1. Lig zu Adana Demirspor.
Im Februar 2017 wechselte Janošević von Spartak Subotica nach Schweden zum Zweitligisten IF Brommapojkarna in die Superettan. Dort war er auf Anhieb Stammspieler, ehe ihn ab Mitte der Zweitliga-Spielzeit 2017 eine Verletzung bremste. Dennoch verpflichtete ihn zum Jahreswechsel der Lokalrivale und Erstligist AIK, der ihn mit einem bis Ende 2020 gültigen Kontrakt ausstattete. Als Ersatzmann hinter Oscar Linnér eingeplant, kam er in der Spielzeit 2018 als Verletzungsvertretung zu neun Spieleinsätzen in der Allsvenskan und trug somit zum Gewinn des Meistertitels bei.

### Nationalmannschaft
Janošević spielte im Jahr 2009 ein Mal für die serbische U-21-Nationalmannschaft.

## Erfolge
AIK
- Schwedischer Meister: 2018